# Sahr-i-Bahlol
Sahr-i-Bahlol är ett världsarv som ligger nära Takht-i-Bahi, omkring 70 km nordväst om Peshawar i Nordvästra gränsprovinsen i Pakistan.

## Historia
Sahr-i-Bahlol blev ett världsarv 1980. Här finns lämningar efter Buddha, som inte blivit helt utgrävt. Statyer, mynt, husgeråd och smycken hittas ofta. Ordet "Sehri-Bahlol" har förklarats på olika sätt. Lokalbefolkningen hävdar att orden är från språket hindko och betyder "Sir Bahlol", en känd politisk och religiös ledare i området. Namnet är inte lika gammalt som byn.